# Палмер (Массачусетс)
Палмер (англ. Palmer) — місто (англ. city) в США, в окрузі Гемпден штату Массачусетс. Населення — 12 448 осіб (2020).

## Географія
Палмер розташований за координатами 42°11′16″ пн. ш. 72°18′30″ зх. д. / 42.18778° пн. ш. 72.30833° зх. д. (42.187794, -72.308469).  За даними Бюро перепису населення США в 2010 році місто мало площу 82,81 км², з яких 81,79 км² — суходіл та 1,02 км² — водойми.

## Демографія
Згідно з переписом 2010 року, у місті мешкало 12 140 осіб у 5099 домогосподарствах у складі 3233 родин. Густота населення становила 147 осіб/км².  Було 5534 помешкання (67/км²).
Расовий склад населення:
| - 95,5 % — білих - 1,1 % — чорних або афроамериканців - 0,9 % — азіатів - 0,2 % — корінних американців |

До двох чи більше рас належало 1,7 %. Частка іспаномовних становила 2,4 % від усіх жителів.
За віковим діапазоном населення розподілялося таким чином: 21,0 % — особи молодші 18 років, 64,6 % — особи у віці 18—64 років, 14,4 % — особи у віці 65 років та старші. Медіана віку мешканця становила 42,3 року. На 100 осіб жіночої статі у місті припадало 99,1 чоловіків;  на 100 жінок у віці від 18 років та старших — 95,4 чоловіків також старших 18 років.
Середній дохід на одне домашнє господарство  становив 65 435 доларів США (медіана — 51 376), а середній дохід на одну сім'ю — 79 012 долари (медіана — 61 755). Медіана доходів становила 50 025 доларів для чоловіків та 42 113 долари для жінок. За межею бідності перебувало 11,7 % осіб, у тому числі 13,2 % дітей у віці до 18 років та 8,4 % осіб у віці 65 років та старших.
Цивільне працевлаштоване населення становило 5764 особи. Основні галузі зайнятості: освіта, охорона здоров'я та соціальна допомога — 26,2 %, роздрібна торгівля — 13,7 %, виробництво — 10,5 %, фінанси, страхування та нерухомість — 8,7 %.